# Aktionsfront Nationaler Sozialisten/Nationale Aktivisten

Flagge der ANS/NA mit deutlicher Anlehnung an die Flagge der Nationalsozialistischen Deutschen Arbeiterpartei.

Die Aktionsfront Nationaler Sozialisten/Nationale Aktivisten (ANS/NA) war eine deutsche neonazistische Organisation.

## Geschichte
Die Organisation wurde im November 1977 in Hamburg-Wandsbek unter dem Namen ANS von Michael Kühnen gegründet, der kurz zuvor wegen seiner politischen Betätigung aus der Bundeswehr entlassen worden war. Es handelte sich dabei um die Nachfolgeorganisation des SA-Sturm Hamburg 8. Mai und des Freizeitvereins Hansa, auch „Hansa-Bande“ genannt, mit denen Kühnen in den vorausgegangenen Monaten wiederholt durch neonazistische Aktivitäten in die Schlagzeilen geraten war. Haupttreffpunkt der ANS war in Hamburg die vom offen schwulen „Nazi-Lothar“ Barbiaczyk-Wrobel betriebene Gaststätte Can Can, die auch als Strichertreff fungierte. Am 20. Mai 1978 erlangte die ANS landesweite Publizität, als mehrere Mitglieder öffentlich mit Eselsmasken und den Holocaust leugnenden Pappschildern auftraten.
1978/79 wurde fast die gesamte Führungsriege der ANS inhaftiert. Am 15. Januar 1983 erfolgte der Zusammenschluss der ANS mit der Gruppe der Nationalen Aktivisten von Thomas Brehl zur ANS/NA unter der Führung von Michael Kühnen. Sie war in etwa 30 Kameradschaften und in die Bereiche Nord, Süd, West, Mitte gegliedert. Sie verstand sich als Fortführung von NSDAP und SA und hatte deren Ideologie übernommen, was die Befürwortung der antisemitischen Rassegesetze des Dritten Reiches einschloss.
Am 24. November 1983 wurde die ANS/NA einschließlich mehrerer Nebengruppierungen (u. a. Aktion Ausländerrückführung und Freundeskreis Deutsche Politik) vom Bundesminister des Innern verboten und am 7. Dezember aufgelöst. Zu diesem Zeitpunkt hatte sie über 300 meist jugendliche Mitglieder.

## Hamburger Fememord
Am 29. Mai 1981 kam es zum Mord am als schwul bekannten ANS-Mitglied Johannes Bügner, an dem ein Exempel statuiert werden sollte. Der Aktivist Michael F. hatte bereits seit Längerem in internen Verlautbarungen dazu aufgefordert, Schwule und „Verräter“ zu entfernen. Im Can Can hatte er daraufhin Hausverbot erhalten. Der 28-jährige Friedhelm E., der von Michael F. und mehreren Gesinnungsgenossen begleitet wurde, holte Bügner unter dem Vorwand, ihm einen Brief Kühnens übergeben zu wollen, aus der Gaststätte und ermordete ihn später mit 20 Messerstichen an der Stadtgrenze von Hamburg. Der bei der Tat anwesende F. zeigte den Mord am nächsten Tag selbst an. Friedhelm E. brüstete sich nach seiner Verhaftung mit der Tat und gab an, Bügner in F.'s Auftrag „liquidiert“ zu haben. Michael F. bestritt die Anstiftung und offenbarte im Verfahren, mit dem Hamburger Verfassungsschutz zusammengearbeitet zu haben. Durch seinen V-Mann-Führer sei ihm dabei Straffreiheit zugesichert worden, wenn er nicht aktiv an Straftaten teilnähme. Die beiden Haupttäter wurden zu lebenslangen Haftstrafen verurteilt, die drei Mitangeklagten zu geringen zeitlichen Strafen.